# Ribes incarnatum
Ribes incarnatum là một loài thực vật có hoa trong họ Grossulariaceae. Loài này được Wedd. miêu tả khoa học đầu tiên năm 1857.